# Marthe Valle
Marthe Valle, född 29 november 1982, är en norsk sångare och låtskrivare.
Hon är född och uppväxt i Harstad. Hon bor i dag i Bergen. I oktober 2005 kom hennes CD, It's a Bag of Candy som hon vann Spellemannprisen 2005 för som bästa nykomling. Hon var också nominerad i klassen bästa kvinnliga artist samma år. 2008 kom hennes andra CD, Forever Candid.

## Diskografi
Studioalbum
- It's a Bag of Candy (2005)
- Forever Candid (2008)
- Fant fram (2014)

EP
- Four Steps Closer (2004)

Singlar
- "Better Off Without It" (2004)
- "Dandy" (2005)
- "My Dark Horse" (2005)
- "Quall* (2006) (med Josephine)
- "Jag har drömt" (2006) (med Åge Aleksandersen)
- "Box of Sorrows" (2008)
- "Si" (2012)
- "Ikkje aleina" (2014)
- "Mamma" (2014)
- "Er det du som kommer hjem" (2015) (med Trygve Skaug)
- "Tenk om" (2016)
- "Modig" (2016)
- "Fader vår" (2016)
- "Kampen om tida" (2017)
- "Alarm" (2018)